# Natalia Sindejeva
Natalia Vladimirovna Sindejeva (ryska: Наталья Владимировна Синдеева), född 11 juni 1971 i Mitjurinsk i Tambov oblast, i Sovjetunionen (nuvarande Ryssland), är en rysk journalist, grundare, ägare och vd för den oberoende tv-kanalen Dozjd. 
Sindejeva avlade ekonomexamen vid Handelshögskolan i Stockholm och erhöll titeln civilekonom. Hon är delägare till affärstidningen Slon och stadstidningen Bolsjoj Gorod. 2012 hamnade hon på andra plats på The Moscow Times lista över Rysslands tio mäktigaste kvinnor. 
År 2022 lämnade hon Ryssland efter nya medielagar gjort tv-kanalen Dozjd olaglig.
Dokumentärfilmen F@ck this Job av Vera Kritjevskaja handlar om Sindejeva och Dozjd.